# Alberto Pozzetti
Alberto Pozzetti (Acqui Terme, 11 settembre 1914 – Roma, 2002) è stato un regista e sceneggiatore italiano.

## Biografia
Laureatosi in architettura si iscrisse al Centro sperimentale di cinematografia a Roma, dove divenne in seguito assistente di Goffredo Alessandrini. Specializzatosi in documentari, fu sceneggiatore e scrittore di alcuni lungometraggi, dirigendone alcuni personalmente nel periodo degli anni cinquanta.

## Filmografia

### Sceneggiatore
- Fari nella nebbia, regia di Gianni Franciolini (1942)
- Fiamme sul mare, regia di Michał Waszyński e Vittorio Cottafavi (1947)
- La fiamma che non si spegne, regia di Vittorio Cottafavi (1949)

### Regista
- Il capitano nero, co-regia di Giorgio Ansoldi (1951)
- Tizio Caio Sempronio, co-regia di Marcello Marchesi e Vittorio Metz (1951)